# Émetteur de Monte-Ceneri
L'émetteur de Monte Ceneri est un émetteur de radiofréquences en Suisse.

## Histoire
Émetteur principal pour la Suisse italienne, il est en service au col du Monte Ceneri de 1933 jusqu'au 1er juillet 2008, puis à nouveau depuis le 1er avril 2011 à 12h00 uniquement pour les émissions de Voice of Russia.
Il travaille sur la fréquence d'ondes moyennes 558 kHz avec une puissance d'émission de 300 kilowatts. Son mât de 220 mètres, qui date du milieu des années 1970, est l'un des plus hauts de Suisse.
Il est inscrit comme bien culturel d'importance nationale.